# Comuna Vranje
Vranje este o comună urbană localizată în partea de sud-est a Serbiei, în Districtul Pčinja. Aceasta cuprinde orașul Vranje, așezarea urbană Vranjska Banja și 103 sate.

## Localități componente
- Vranje
- Slivnița